# Escuadra de comprobación

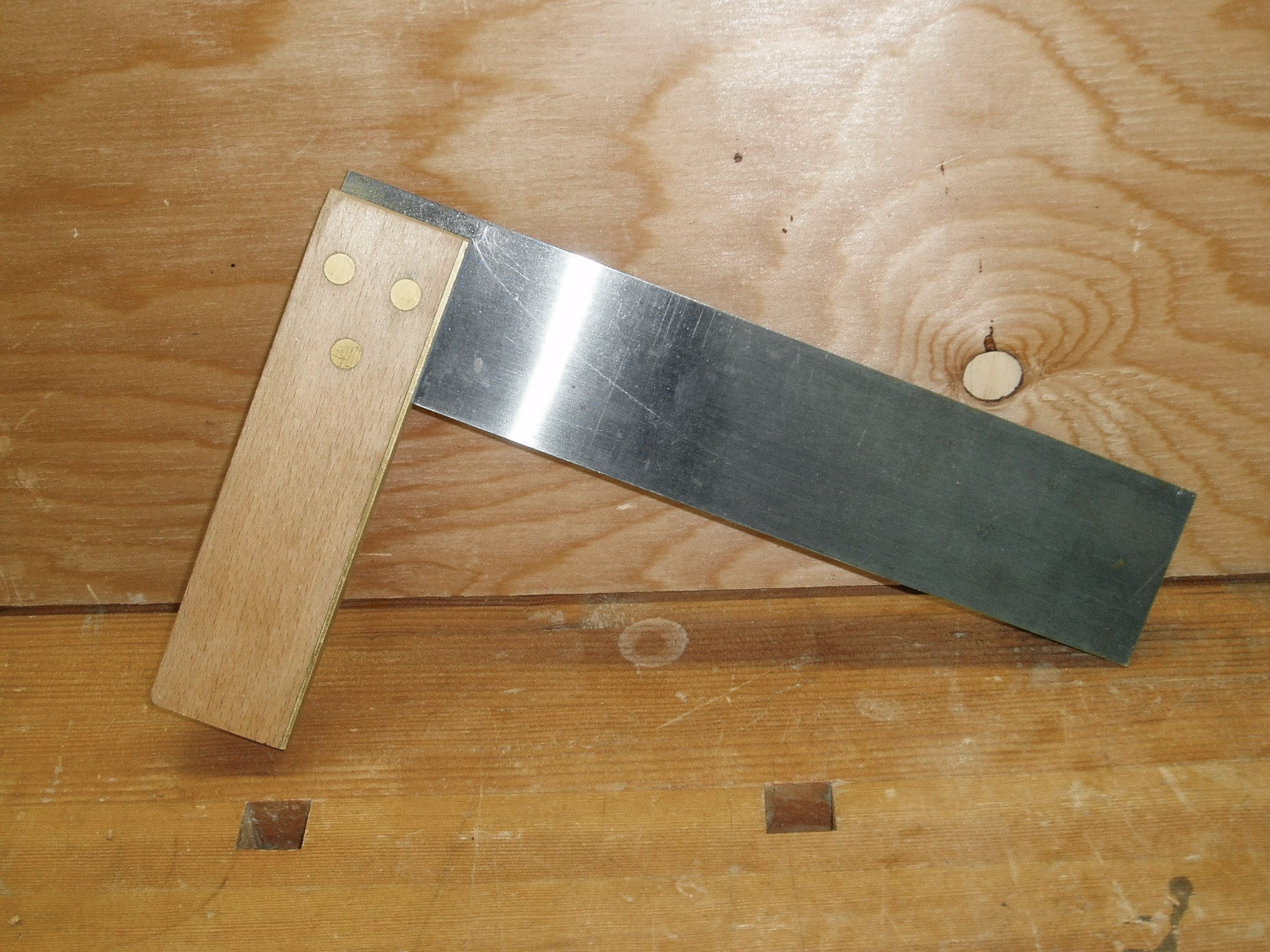
Escuadra de comprobación.

La escuadra de comprobación es una herramienta para el trabajo en carpintería o metalistería, usada para marcar y medir una pieza de material.
Consta de una paleta ancha, fabricada de acero o bronce y remachada a un mango de madera. El interior del mango se encuentra generalmente fijado con un listón metálico, para asegurar que la paleta quede inmóvil debidamente a 90 grados.